# Fort Ritchie
Fort Ritchie – jednostka osadnicza w Stanach Zjednoczonych, w stanie Maryland, w hrabstwie Washington.